# Volkswagen Golf Mk6
Volkswagen Golf MK6 (sau VW Typ 6K) este succesorul lui Volkswagen Golf V și a fost prezentat la Salonul Auto de la Paris în octombrie 2008. Volkswagen a lansat imagini și informații cu privire la această mașină la 6 august 2008, înainte de lansarea oficială. Vehiculul a fost lansat pe piața europeană în iarna anului 2008. Au fost facute investiții majore în eficiența producției, cu o îmbunătățire a productivității în comparație cu modelul anterior, reflectate în câștigurile suplimentare planificate pentru următoarele douăsprezece luni.